# Videobutik

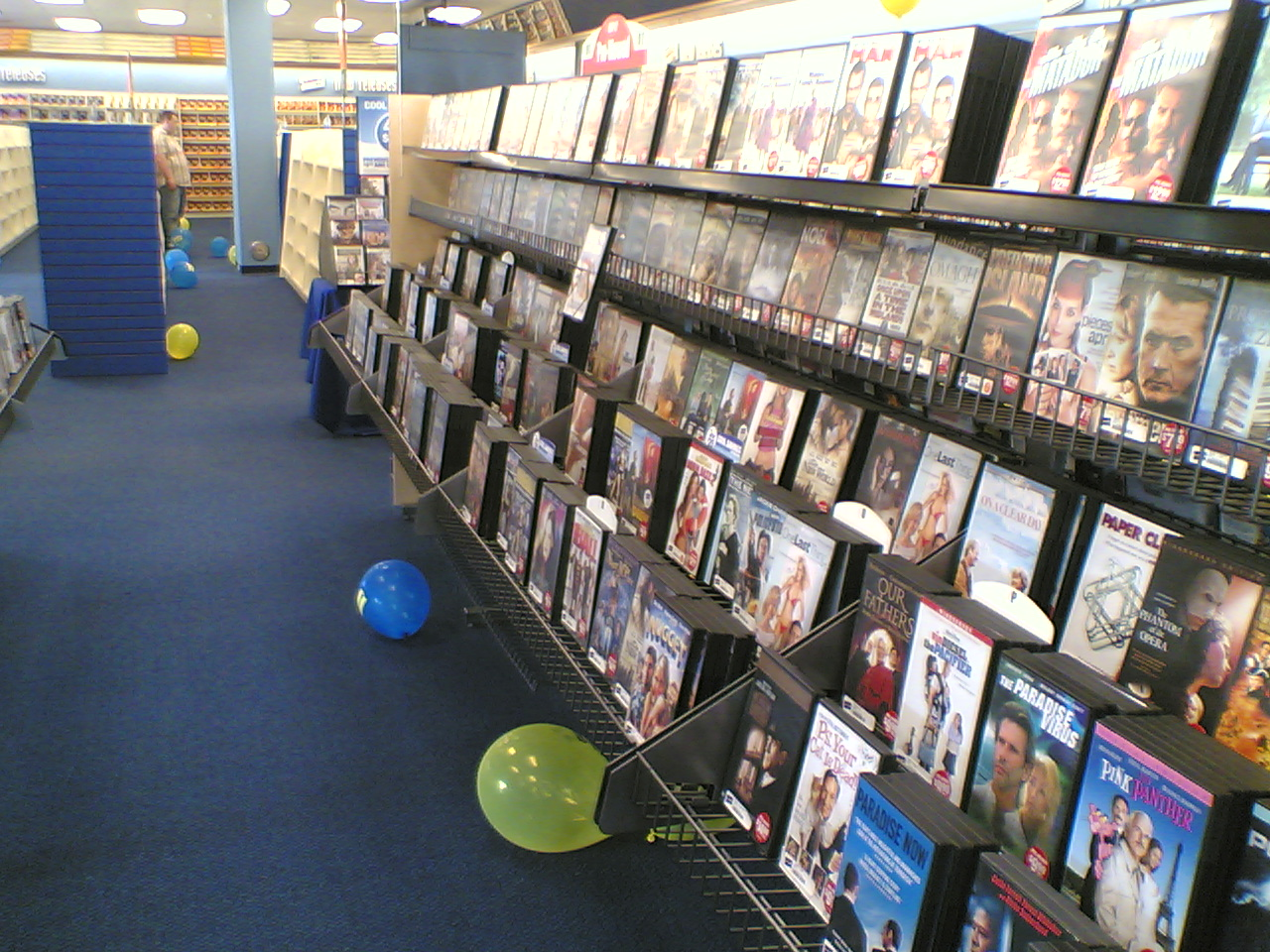
Videobutik i Iowa i USA i november 2006. De flesta videobutiker hade vid den här tiden börjat hyra ut DVD-skivor i stället för videoband.

En videobutik är en vanligtvis mindre butik vars huvudsakliga affärsverksamhet är uthyrning och ofta viss försäljning av videofilmer och TV-spel. De flesta videobutiker säljer även godis, cigaretter och andra typiska kioskvaror. En av de mest kända internationella kedjorna av videouthyrare var Blockbuster LLC, som finns i ett flertal engelsktalande länder, bland andra USA och Storbritannien.
Videobutiker började öka i antal i början av 1980-talet, som ett resultat av videons ökande popularitet. Butikerna har ofta även hyrt ut videobandspelare, vilket med tiden blivit mindre vanligt. Sedan slutet av 1990-talet har butikerna också genomgått en gradvis övergång från formatet VHS till DVD och Blu-ray.
Sedan 2010-talet har den digitala hyrfilmdistributionen ökat, främst genom streamande webbtjänster som Itunes och Voddler.

## Sverige
År 1979 började Gérard Versteegh hyra ut videofilmer på sin bensinstation i Stockholm. Vid tiden var det få personer som hade en videobandspelare i hemmet, men verksamheten växte och Versteegh började kort därefter att distribuera hyrfilmer till Shells bensinstationer i Sverige under namnet Videogruppen.
Från början saknades åldersgränser för filmuthyrning i Sverige, men detta infördes 1982. 
År 2003 blev Film2home först i Norden med att erbjuda laglig uthyrning av film över internet. Runt 2007–2008 hade den illegala nedladdningen blivit ett allt större hot mot videobutikerna.